# Jim Hines
James Ray „Jim” Hines (Dumas, Arkansas, 1946. szeptember 10. – 2023. június 3.) kétszeres olimpiai bajnok amerikai atléta, rövidtávfutó, aki az 1968-as mexikói olimpián elsőként futotta le 10 másodperc alatt a 100 métert, és 9,95 másodperces eredményével 15 éven keresztül tartotta a 100 méteres síkfutás világrekordját. A rövidtávfutáson kívül amerikaifutball-játékosként is kipróbálta magát, melyben azonban nem volt sikeres.